# Consumidor (drogas)

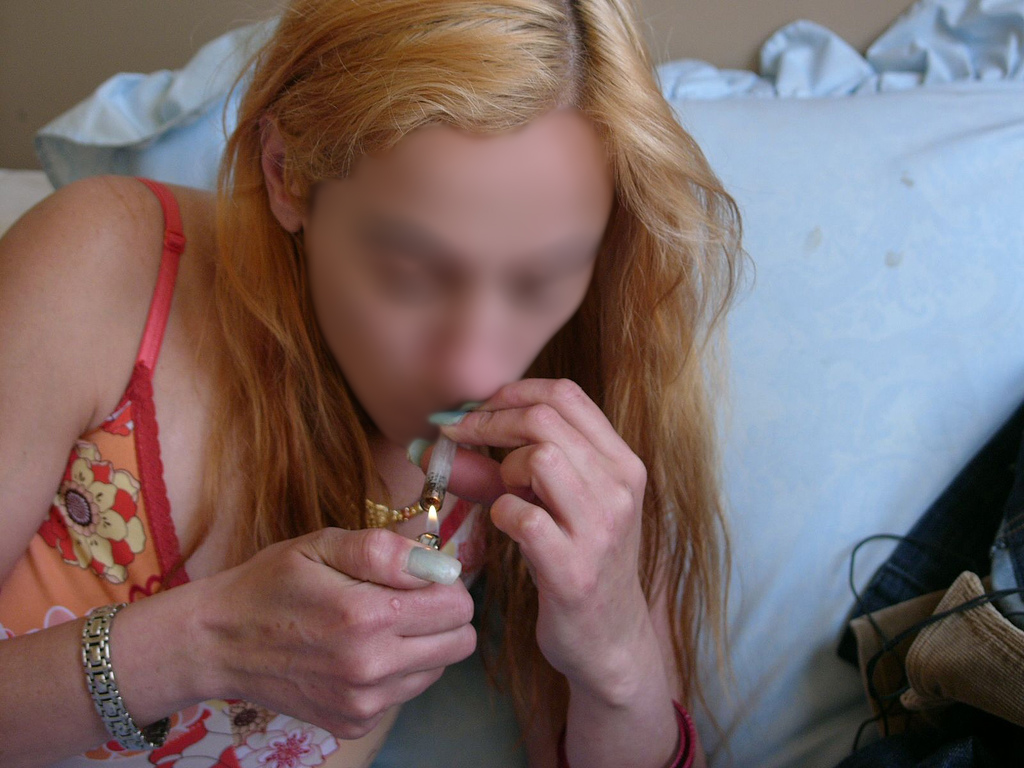
Consumo de crack con una pipa.

El término consumidor o usuario se refiere a una persona que consume drogas por vías ya sea legales o ilegales. En inglés, el uso del término user suele aplicarse a los adolescentes adictos que se juntan luego del colegio.